# Domenico Manetti

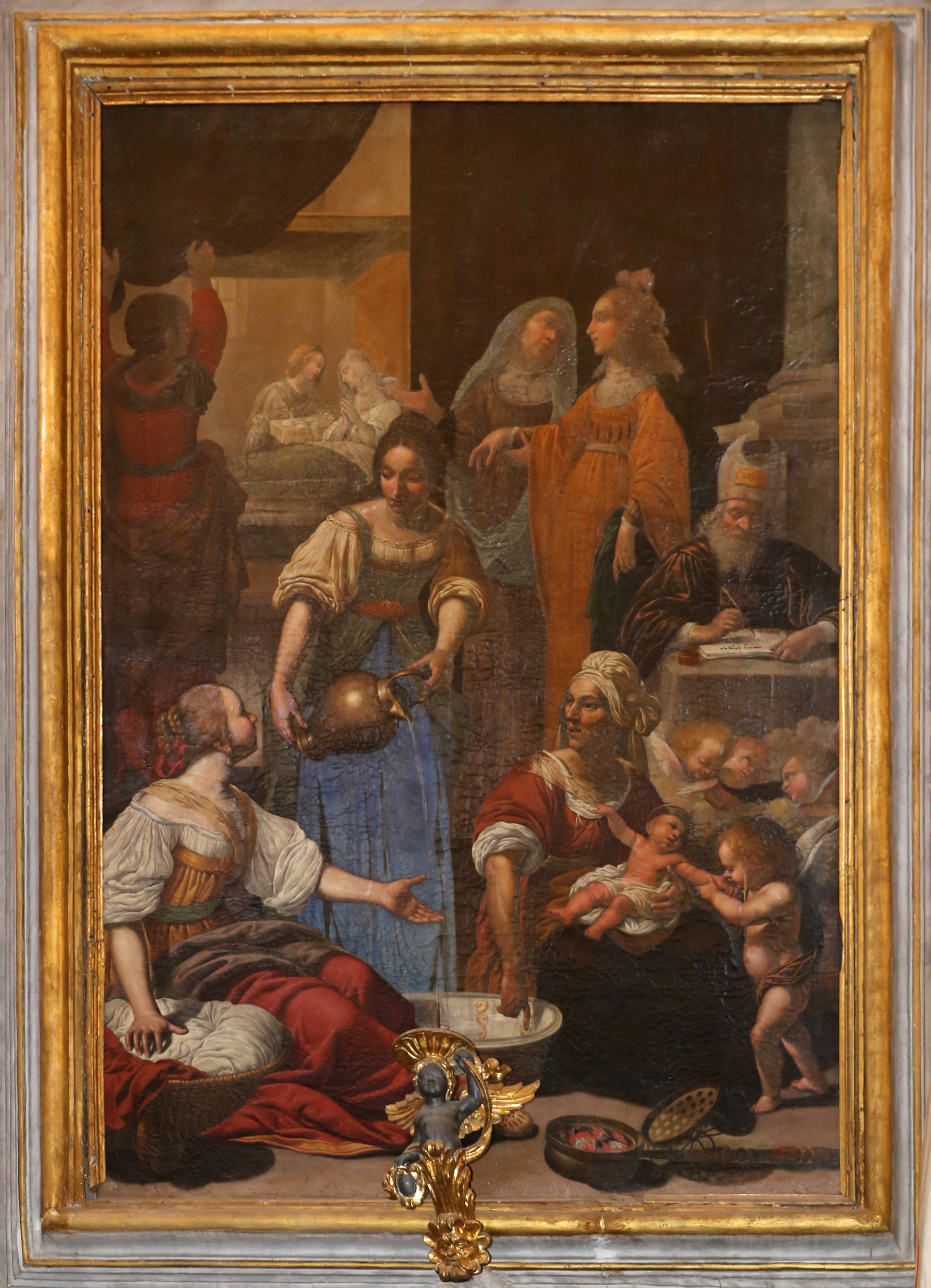
Geboorte van Johannes de Doper, San Giovannino della Staffa, Siena

Domenico Manetti (Siena, 1609 – aldaar, 17 januari 1663), was een Italiaanse schilder die geboren werd in Siena in 1609 als tweede zoon van Rutilio Manetti en Lisabetta Panducci.

## Biografie
Domenico werd gedoopt in Sienna op 8 januari 1609. Hij kreeg zijn opleiding in het atelier van zijn vader en werkte er als medewerker, maar hij bereikte nooit de artistieke top van zijn tijd. Hij schilderde in de stijl van zijn vader en bleef dit doen na diens dood, maar die post-Carravaggio stijl raakte meer en meer uit de mode. In Siena bleef hij niettemin een zekere status behouden, kreeg hij belangrijke opdrachten en was hij actief naast de beste protagonisten van de lokale kunstscene.
Tijdens die periode maakte hij werken voor minstens vier van de zeventien contradakerken en verschillende werken voor het Palazzo Ugurgieri.

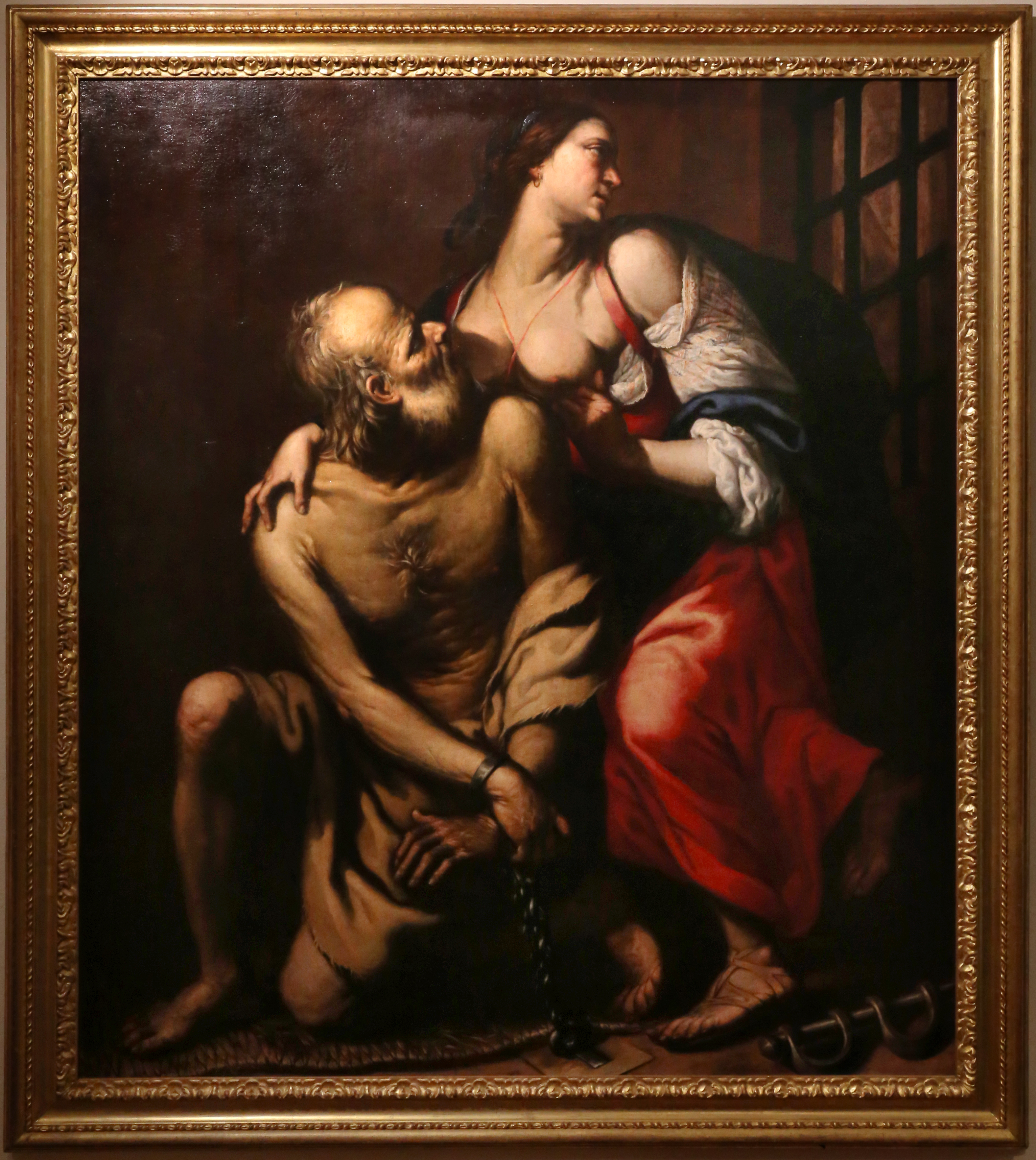
Caritas Romana

Vanaf 1625, hij was toen 16 jaar, zijn er documenten bewaard waaruit blijkt dat hij betalingen ontving voor werken van zijn vader en in de loop van de jaren 1630 wordt hij stilaan de belangrijkste medewerker in diens atelier.
Op 21 april 1631 werd hij lid van de “Compagnia laicale di S. Giovannino” in Pantaneto te Siena. In 1639 werd hij vicaris van dit genootschap. Behalve in Siena was hij ook actief in de gemeenten rond de Monte Amiata, onder meer in Monticallo Amiata en Casteldipiano en in Pisa.
In 1643 schilderde hij de Vemenigvuldiging van de broden en de vissen voor de S. Giovanni dei Tredicini in Siena. In dezelfde periode maakte hij de Omhelzing van vrede en gerechtigheid in opdracht van Mattias de' Medici voor het koninklijk paleis in Siena. Het werk wordt nu bewaard In de Nationale Pinacotheek. In 1644 creëerde hij de Overhandiging van de sleutels aan de heilige Petrus voor de kerk van S. Pietro in Monsindoli en het jaar daarop leverde hij voor het Palazzo Pubblico van Siena de Heilige Catharina leest de getijden samen met Jezus. In de tweede helft van de jaren 1640 schilderde hij twee fresco’s voor het kantoor van de biccherna in het Palazzo Pubblico namelijk: David en de vrouw van Thecua in 1646 en Rebecca bij de waterput in 1649. In 1649 schilderde hij een doek met de Madonna toont aan twee heiligen een afbeelding van Dominicus in Soriano, gemaakt voor de kerk van Santa Caterina al Paradiso (Siena) en het jaar daarop, nogmaals voor het Palazzo Pubblico een doek met het Vertrek van de Sienese milities naar het Heilige Land.
In 1651 maakte hij twee lunettes in de frescocyclus over het leven van Job in de Sienese kerk van San Rocco alla Lupa en in 1655 werkte hij opnieuw voor het Palazzo Pubblico met een ovaal van Emilia Pannocchieschi d'Elci die het project voor een klooster voorstelt aan de bisschop van Siena.
Met het verloop van de tijd verloor zijn productie duidelijk de picturale energie en raakte hij de controle over de materie kwijt. Getuige hiervan zijn het Gebed in de tuin en de Heilige Christina weigert het afgodsbeeld te aanbidden in de collectie Chigi Saracini. Hij stierf in Siena in 1663.

## Werken
- Castel del Piano, Chiesa Parrocchiale della Natività della Madonna (Chiesa dell’Opera): San Cerbone propizia la vittoria del generale Tommaso Cerboni, olieverf op doek, ca. 1642
- Cinigiano, deelgemeente vanMonticello Amiata, Oratorio della Compagnia di San Sebastiano: Madonna col Bambino in gloria con San Nicola da Tolentino e Sant’Agostino, olieverf op doek, ca. 1650[4]
- Massa Marittima, Chiesa di Sant’Agostino: Visitazione e santi (met Rutilio Manetti)[2]
- Montepulciano,  Chiesa Del Sacro Cuore di Gesù: Assunzione della Vergine, 1656[5]
- Pisa, Chiesa di Santa Caterina d’Alessandria: San Domenico[6]
- Rapolano Terme, Chiesa della Compagnia di Santa Caterina della Misericordia: Madonna col Bambino, i Santi Sebastiano, Rocco, Bernadino, Caterina da Siena ed Elisabetta (oorspronkelijk gemaakt voor de Chiesa di San Rocco (Cappella di San Rocco)), olieverf op doek.[7]
- Siena, Palazzo Chigi-Saracini: twee scènes uit het leven van Mozes: La figlia del faraone con un’ancella en Mosè abbandonato sul Nilo)
- Siena, Chiesa di San Giovannino della Staffa (San Giovannino in Pantaneto), contradakerk van de contrada Leocorno:
  - Il Battista addita il Redentore (met Rutilio Manetti), 1639
  - Nascita del Battista
- Siena, Chiesa di San Niccolò del Carmine: Apparazione della Madonna al Beato Franco Lippi da Grotti (met Rutilio Manetti), 1639
- Siena, Chiesa di San Pietro in Monsindoli: Consegna delle chiavi, 1644[2]
- Siena, Convento di San Girolamo: Estasi di San Girolamo
- Siena, Museo dell’Opera del Duomo: Battesimo di Cristo (met Rutilio Manetti)
- Siena, Oratorio di San Bernardino:
  - Omaggio alla salma di San Bernardino
  - San Bernardino incita i giovani alla fede
- Siena, Oratorio di San Giovanni Battista, ook Oratorio dei Tredicini genoemd, contradakerk van de contrada Aquila: Moltiplicazione dei pani e dei pesci, 1643[2]
- Siena, San Rocco-oratorium: Storie della vita di San Giobbe, 1651
- Siena, Oratorio di Santa Caterina delle Suore del Paradiso (Oratorio della Contrada del Drago): Madonna di Soriano, 1649
- Siena, Palazzo Pubblico:
  - David e Abigaille (Sala della Cancelleria di Biccherna (Sala della Giunta), 1646
  - Pagamento delle mercedi (Sala della Lupe, 1650 )
  - Rebecca al pozzo (Sala della Cancelleria di Biccherna (Sala della Giunta), 1649
  - Visitazione della Madonna (Terza Sala)
- Siena,  Palazzo Reale (Palazzo del Governatore dei Medici): La Vergine Tuccia (met Rutilio Manetti)
- Siena, Palazzo Salimbeni, verzameling van de Monte dei Paschi di Siena:
  - Amore toglie una spina di rosa dalla caviglia di Venere olieverf op doek, ca. 1650 , vroeger in het Palazzo Ugurgieri
  - La Carità romana, olieverf op doek, ca. 1650
  - Ulisse strappa dalla mani di Andromaca il figlioletto Astianatte olieverf op doek, ca. 1654
- Siena, Pinacoteca Nazionale:
  - Sant’Anna e San Gioacchino insegnano a leggere alla Madonna (met Rutilio Manetti)
  - Madonna assunta fra i santi e angeli musicanti
  - Sacra Famiglia con San Giovannino
  - L’abbraccio fra la Pace e la Giustizia, (origineel in het Palazzo Reale)
- Siena, Santuario di Santa Caterina: Esaltazione di Santa Caterina accolta dalla Madonna (met Rutilio Manetti), 1638
- Torrita di Siena, Chiesa della Madonna della Pace: Angeli e Santi, olieverf op doek[5]
- Trequanda, deelgemeente Castelmuzio, Museo d’arte sacra della Confraternita: Lapidazione di Santo Stefano
- Trequanda, deelgemeente Petroio, Chiesa dei Santi Pietro e Paolo: Ascensione di Cristo tra santi[8]

- Gemeinsame Normdatei: 122234456
- International Standard Name Identifier: 0000 0000 6680 8388
- Library of Congress Control Number: nr91028964
- RKD-Nederlands Instituut voor Kunstgeschiedenis: 483598
- Istituto Centrale per il Catalogo Unico: CUBV097453
- Union List of Artist Names: 500001975
- Virtual International Authority File: 20558441
- WorldCat: E39PBJbWwQjhr4jMgTv4m3wcT3